# Peaches (The Presidents of the United States of America)
Peaches is een nummer van de Amerikaanse band The Presidents of the United States of America uit 1996. Het is de derde single van hun titelloze debuutalbum.
De bandleden hebben aangegeven dat de gitaarriffs geïnspireerd zijn op die in Feel Like Makin' Love van Bad Company. Volgens Chris Ballow gaat Peaches over een meisje waar hij verliefd op was. Hij schreef het nummer nadat hij op haar wachtte onder een perzikenboom in haar tuin, om haar eindelijk te vertellen dat hij haar leuk vond. Het nummer werd in een aantal landen een hit. Het haalde in de Amerikaanse Billboard Hot 100 een bescheiden 29e positie, terwijl in de Nederlandse Top 40 de 37e positie werd gehaald.